# Andrónico de Olinto
Andrónico de Olinto (griego Ἀνδρόνικος, siglo IV a. C.) fue uno de los generales de Alejandro Magno. A la muerte de éste, combatió junto a Antígono I Monóftalmos. 
En 329 a. C. luchó contra los persas. En 315 a. C. participó en el sitio de Tiro. En 314 a. C. ayudó a Demetrio Poliorcetes en su campaña contra Ptolomeo. Peléo a las órdenes de Demetrio en la Batalla de Gaza (312 a. C.). Tras la derrota se refugió en Tiro, y al rendir la ciudad, Ptolomeo, no sólo le perdonó la vida, sino que le hizo entrar a su servicio.